# Chiesa di Santa Croce (Torralba)
La chiesa di Santa Croce è un edificio religioso situato a Torralba, centro abitato della Sardegna nord-occidentale. Consacrata al culto cattolico, fa parte della parrocchia di San Pietro, arcidiocesi di Sassari.